# سباق طواف فرنسا 1906
سباق طواف فرنسا 1906 من سلسلة سباقات سباق طواف فرنسا. أقيم هذا السباق في تاريخ 4-29 يوليو 1906 على 13 مراحل. بعد طي 4545 كم بمتوسط 24.463 كم في الساعة فاز بالميدالية الذهبية رينيه بوتييه من فرنسا، فيما حصد جورج باسيريو من فرنسا الميدالية الفضية، وكانت الميدالية البرونزية من نصيب لويس تروسيه من فرنسا.

## الميداليات
| ذهب                 | فضة                  | برونز               |
| رينيه بوتيه - فرنسا | جورج باسيريو - فرنسا | لويس تروسيه - فرنسا |